# NN-250
La carretera NN‑250 es una vía departamental secundaria ubicada en el departamento de León, al occidente de Nicaragua. Tiene una longitud de 62.81 kilómetros y conecta el empalme a Valle Los Zapatas con la comunidad de Santa Gertrudis, específicamente en el sector de la Escuela de Tolapita. Esta vía fue inaugurada en 2024 como parte de los planes de desarrollo rural del MTI.

## Trazado y cruces
La siguiente tabla muestra su recorrido, localidades y principales conexiones:
| km    | Localidad                  | Departamento | Conexión / Ruta |
| ----- | -------------------------- | ------------ | --------------- |
| 0.0   | Empalme Valle Los Zapatas  | León         |                 |
| 20.3  | Comunidad intermedia rural | León         |                 |
| 45.7  | Santa Gertrudis            | León         |                 |
| 62.81 | Escuela de Tolapita        | León         |                 |

## Coordenadas
Uno de los tramos de la NN‑250 puede localizarse cerca de Santa Gertrudis en las coordenadas: 12°38′26″N 86°33′50″O / 12.6405, -86.5638